# Dipolo magnético

Las líneas del campo magnético terrestre salen del polo norte magnético hacia el polo sur.

En mecánica clásica, un dipolo magnético —análogo en muchos aspectos al dipolo eléctrico— es una aproximación que se hace al campo generado por un circuito cuando la distancia al circuito es mucho mayor a las dimensiones del mismo. El campo magnético terrestre también puede ser aproximado por un dipolo magnético, aunque su origen posiblemente sea bastante más complejo.
En mecánica cuántica, el espín de diferentes partículas también genera un campo que se aproxima bien por un dipolo magnético.
En partículas subatómicas, como los electrones o los núcleos atómicos, esto es relevante, respectivamente, para determinados experimentos de resonancia paramagnética electrónica y de resonancia magnética nuclear. Con frecuencia, la descripción como dipolos magnéticos de iones y moléculas paramagnéticas también es útil para entender su comportamiento magnético.
Se llama interacción magnética dipolar a la interacción entre dos momentos magnéticos. En mecánica cuántica se puede dar entre momentos magnéticos de espín, pero es el mismo fenómeno que el que tiene lugar entre dos imanes macroscópicos y se rige por las mismas reglas. En términos simples, los polos opuestos se atraen y los del mismo signo se repelen.
Un imán en la vida cotidiana, o en general un momento magnético, genera líneas de campo, que salen de su polo positivo y acaban en su polo negativo. Estas líneas indican la posición energéticamente más favorable en la que se dispondrá otro imán (o momento magnético). Si pensamos que el momento magnético reside, principalmente, en un átomo (metálico), podemos entender con facilidad que se acoplará de forma anisótropa con los momentos que le rodeen, ya sea en la misma molécula o en moléculas vecinas. Esto es, dependiendo de sus posiciones relativas, dos momentos magnéticos se alinearán de forma paralela, antiparalela o en una orientación intermedia. La interacción magnética dipolar es una de las contribuciones a la anisotropía en el canje magnético. Generalmente es una contribución débil; pero, ocasionalmente, cuando se trata de momentos magnéticos muy grandes, puede ser significativa.

## Momento dipolar magnético
Los dipolos se pueden caracterizar por su momento dipolar, una magnitud
vectorial. Por ejemplo, si por un circuito C circula una a corriente I, se define el momento dipolar magnético m como:
{\displaystyle {\vec {m}}={\frac {1}{2}}I\oint _{C}{\vec {r}}\times \,d{\vec {r}}}
En el caso en el que el circuito sea plano, se tendrá que:
{\displaystyle {\vec {m}}=IS{\hat {n}}}
donde S es el área de la superficie plana cuyo borde es C.

## Campo magnético creado por un dipolo

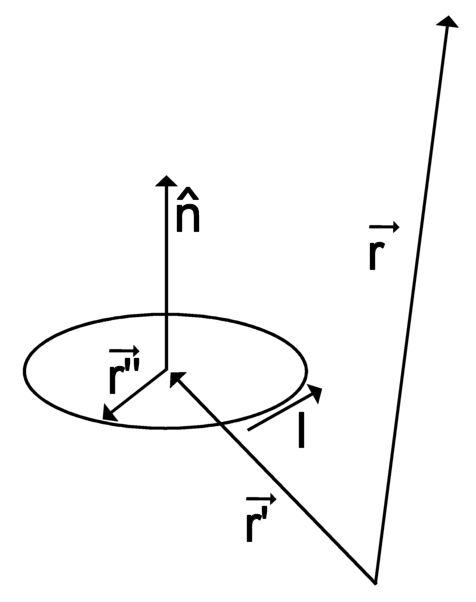
Si r“<<r en este circuito, entonces se puede utilizar la aproximación dipolar para el campo que el circuito genera en r.

Se define el potencial magnético dipolar generado por este circuito como:
{\displaystyle {\vec {A}}({\vec {r}})={\frac {\mu \ {\vec {m}}\times ({\vec {r}}-{\vec {r}}')}{4\pi \ \left\Vert {\vec {r}}-{\vec {r}}'\right\|^{3}}}}
donde μ es la permeabilidad magnética medida en Henrio por metro, y el campo magnético dipolar será:
{\displaystyle {\vec {B}}({\vec {r}})=\nabla \times {\vec {A}}({\vec {r}})=\mu \ \nabla \times {\frac {{\vec {m}}\times ({\vec {r}}-{\vec {r}}')}{4\pi \ \left\Vert {\vec {r}}-{\vec {r}}'\right\|^{3}}}}
donde
B es el campo magnético, medido en teslas
r es la distancia del centro, medida en metros
m es el momento dipolar, medido en amperios-metros cuadrados (A·m²), o lo que es lo mismo, julios por tesla
o, resolviendo el producto vectorial,
{\displaystyle B(m,r,\lambda )={\frac {\mu }{4\pi }}{\frac {m}{r^{3}}}{\sqrt {1+3\sin ^{2}\lambda }}\,,}
donde λ es la latitud magnética, igual a 90° − θ, donde θ es la colatitud magnética, la desviación desde el eje dipolar.

## Fuerza entre dos dipolos magnéticos
La fuerza {\displaystyle {\vec {F}}} ejercida por un dipolo magnético {\displaystyle {\vec {m}}_{1}} sobre otro dipolo {\displaystyle {\vec {m}}_{2}} separados en el espacio por un vector {\displaystyle {\vec {r}}} está dada por
{\displaystyle {\vec {F}}({\vec {r}},{\vec {m}}_{1},{\vec {m}}_{2})={\dfrac {3\mu _{0}}{4\pi r^{5}}}\left[({\vec {m}}_{1}\cdot {\vec {r}}){\vec {m}}_{2}+({\vec {m}}_{2}\cdot {\vec {r}}){\vec {m}}_{1}+({\vec {m}}_{1}\cdot {\vec {m}}_{2}){\vec {r}}-{\dfrac {5({\vec {m}}_{1}\cdot {\vec {r}})({\vec {m}}_{2}\cdot {\vec {r}})}{r^{2}}}{\vec {r}}\right],}
donde r indica la distancia entre dipolos. La fuerza que actúa sobre  {\displaystyle {\vec {m}}_{1}} actúa en la dirección opuesta